# ويليام باول (مهندس معماري)
ويليام باول (بالإنجليزية: William Paul)‏ هو مهندس معماري أمريكي، ولد في 2 مايو 1803، وتوفي في 3 فبراير 1889.